# Silo à missile
Pour les articles homonymes, voir Silo et missile (homonymie).

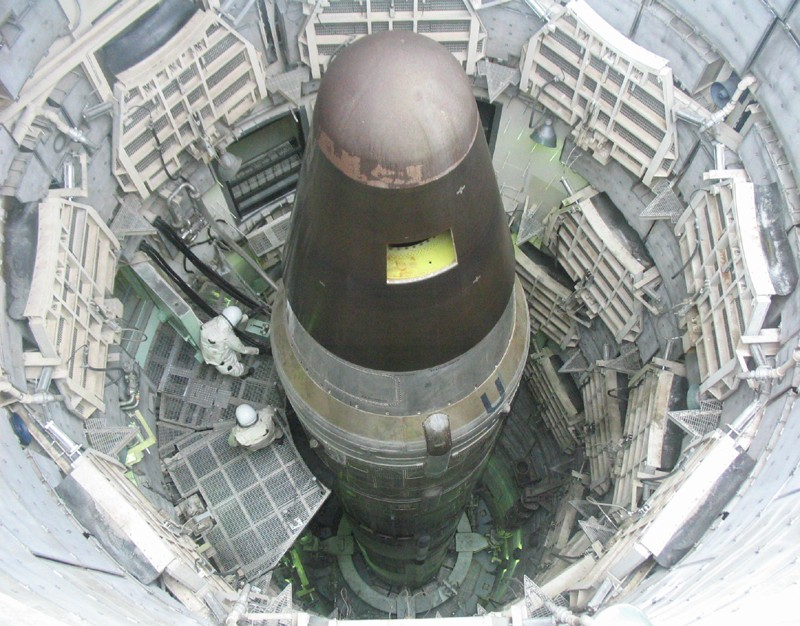
SM-68 Titan dans son silo ; Titan Missile Museum.

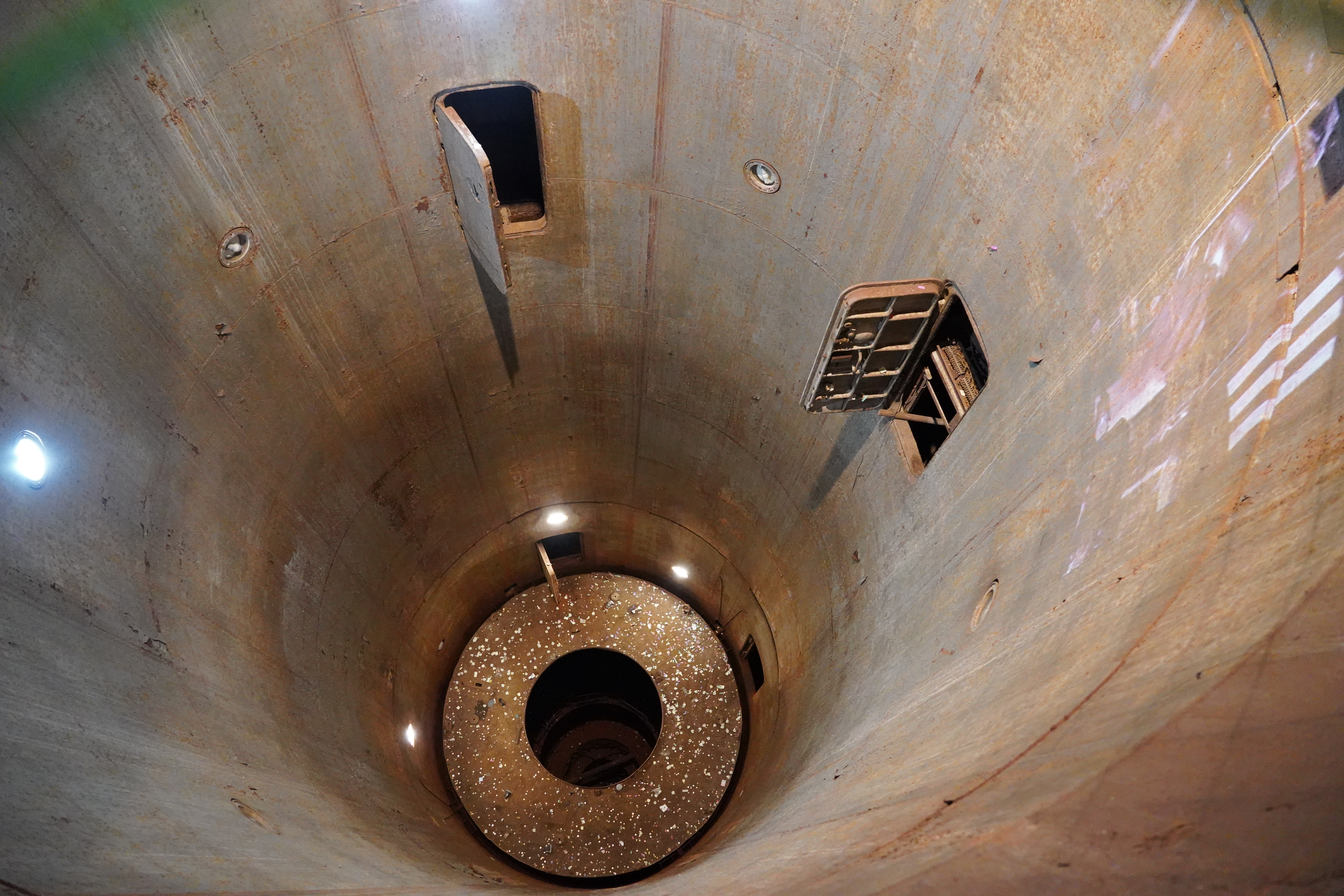
L'intérieur d'un silo à missile R-12 Dvina, à l'ancienne base de missiles soviétique de Plokštinė en Lituanie, première base de missiles nucléaires de l'URSS, transformée en 2012 en musée de la guerre froide.

Un silo à missile est une construction souterraine, sous forme de puits, depuis lequel un missile (notamment de longue portée) peut être rapidement lancé. Le silo est conçu pour protéger des effets d'une explosion nucléaire rapprochée en cas d'attaque d'un missile balistique. Le missile étant très vulnérable au sol et lors du décollage, le silo doit également permettre le lancement dans le délai le plus court possible, avant qu'une autre attaque n'ait lieu.

## Historique
Jusque dans les années 1960, les missiles balistiques intercontinentaux soviétiques étaient tirés depuis la surface, les rendant vulnérables à des attaques de bombardiers américains. Les premiers missiles balistiques (par exemple les ICBM américains SM-65 Atlas) devaient être hissés et ravitaillés hors du silo, ce qui prenait plusieurs heures. Ceux de la génération suivante (par exemple les SM-68 Titan américain) devaient encore être hissés hors du silo, ce qui prenait plusieurs minutes.
La mise en service de l'UR-100 soviétique (1966) et du LGM-25C Titan II (1962), utilisant de nouveaux combustibles liquides, permet de les stocker dans des silos et de les lancer rapidement. Les engins les plus modernes à propulsion à propergol solide (tel le Minuteman III) sont mis à feu dans le silo, le tir ne prenant alors plus que quelques secondes.
Les silos modernes eux-mêmes ont été durcis pour tenter de contrecarrer la précision accrue des missiles et les impulsions électromagnétiques.

## Dans la culture populaire
Le silo à missiles fait des apparitions dans diverses œuvres de fiction.

### Cinéma
- Dans le film Wargames (1983) de John Badham, les silos à missile du NORAD font partie de l'intrigue principale du film.
- Dans le film La Somme de toutes les peurs (2002) de Phil Alden Robinson, on peut brièvement voir un silo à missile.
- Dans le film Mourir peut attendre (2021) de Cary Joji Fukunaga, l’agent 007 mène son ultime mission dans un silo désaffecté.

### Télévision
- Dans la série Supergirl (saison 1, épisode 15), une partie de l'intrigue se déroule dans un silo à missiles.
- Dans la série Designated Survivor, l'enquête sur l'attentat du début de l'intrigue conduits les enquêteurs à un groupe terroriste dont le principal stock d'armes est découvert dans un silo à missile désaffecté.
- Dans la série Stargate SG1, toute la série se déroule dans un ancien silo à missiles désaffecté d'environ 50m de profondeur par le sommet duquel la porte des étoiles a été descendue une cinquantaine d'années plus tôt.

### Jeux vidéo
Le silo à missiles nucléaires est bien souvent la super-arme d'une faction dans les jeux vidéo de stratégie en temps réel (RTS).
- Dans Act of War: Direct Action et son extension High Treason, où il est la super-arme de l'Armée américaine.
- Dans Earth 2150 et ses extension The Moon Project et Lost Souls en tant qu'arme suprême de la Dynastie Eurasienne.
- Dans la série Command and Conquer :
  - Dans Generals et son extension Heure H, c'est l'arme ultime de la Chine.
  - Dans la série Tiberium, c'est la super-arme de la Confrérie du Nod.
- Dans Rise of Nations.
- Dans The Bureau: XCOM Declassified, une des missions secondaires du jeu consiste à intervenir sur un silo nucléaire contrôlé par des aliens pour empêcher une frappe nucléaire sur Washington D.C.
- Dans Fallout 76, les silos sont présents au nombre de trois. Le joueur peut les utiliser quand bon lui semble.
- Une mission du jeu GoldenEye 007 se déroule dans une base de missiles soviétiques.
- Dans l'acte trois du "Braquage de la fin du monde" de Grand Theft Auto Online, le joueur doit empêcher le lancement d'un missile nucléaire depuis un silo a missile dans le Mont Chilliad.